# وریسک
وریسک (انگلیسی: Verisk) شرکت فناوری اطلاعات آمریکایی است، که در سال ۱۹۷۱ تأسیس شد.